# Dijkgraafplein
Het Dijkgraafplein is een plein in de wijk Osdorp, stadsdeel Amsterdam Nieuw-West, dat ligt aan het einde van Tussen Meer. Het plein is in 1962 vernoemd naar de functie van dijkgraaf, de voorzitter van het dijk- of waterschapsbestuur. Het Dijkgraafplein ligt in de buurt die tegenwoordig wordt aangeduid als 'De Punt' en waar veel straatnamen vernoemd zijn naar begrippen uit de waterstaat.
Sinds 1962 heeft tramlijn 17 zijn eindpunt op dit plein. Ten tijde van de opening was het laatste stuk van Tussen Meer en het plein nog onbebouwd en lag het eindpunt in een kale vlakte. In 1971 nam tramlijn 1 zijn plaats in. In 2001 werd lijn 1 verlegd via nieuwe tramsporen naar De Aker en werd lijn 17 weer verlengd naar het Dijkgraafplein,net als tussen 1962 en 1971.
Aan het Dijkgraafplein bevinden zich aan de oost- en zuidkant de bekende Hangbrugmaisonettes van architect J.P. Kloos, een gemeentelijk monument. Aan de oostkant staat een blokje laagbouw uit 1963, aan de noordkant staat een bouwblok van veel later datum (2007). Onder de Hangbrugmaisonettes was er een Coop (voor 2016 Supercoop), die op 1 november 2019 werd gesloten en werd heropend op 27 november als een Vomar.

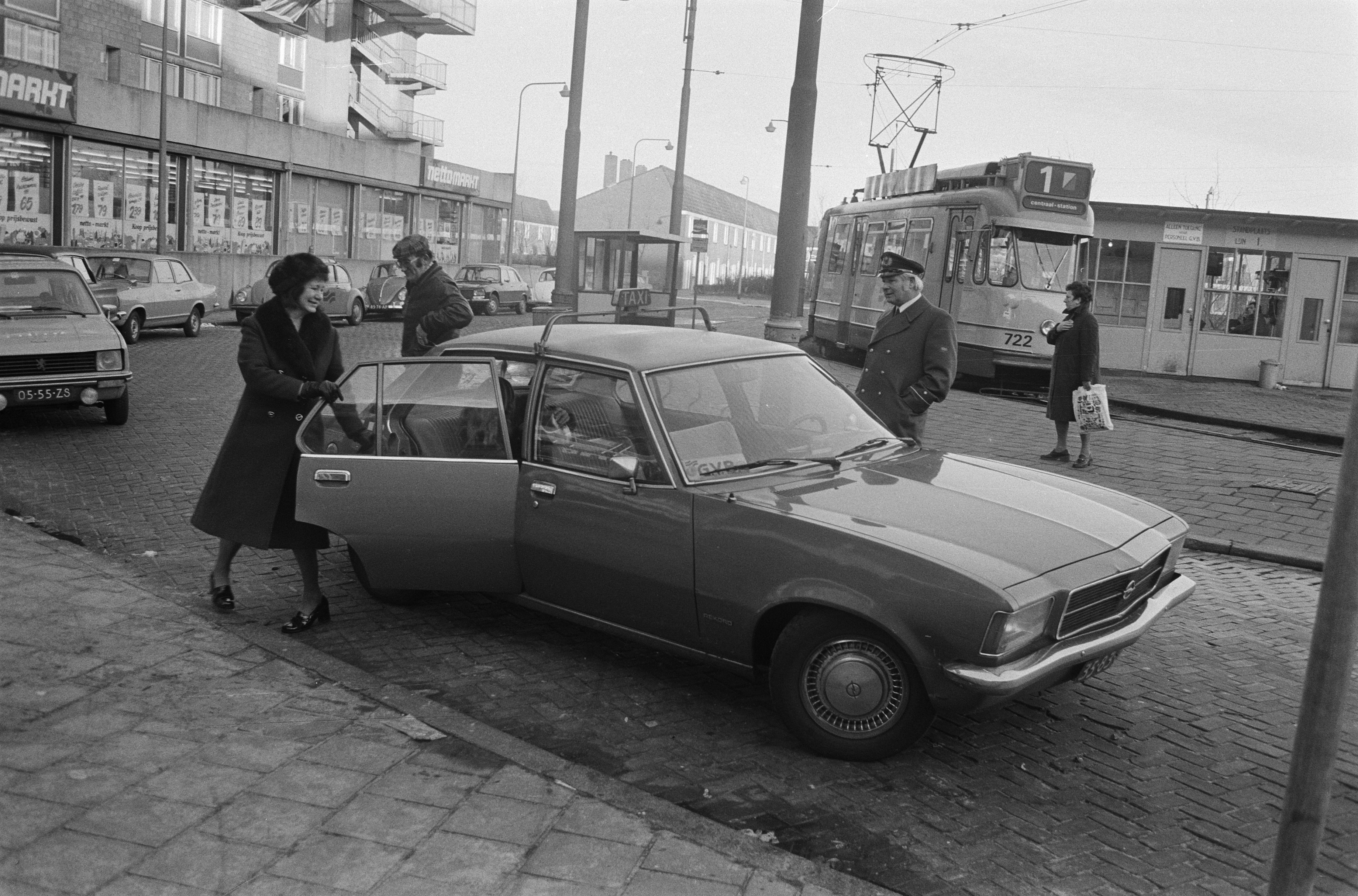
Proef met lijntaxi van 1 februari tot 30 april 1975 in aansluiting op lijn 1 naar Oud Osdorp, het plein is nog toegankelijk voor auto's
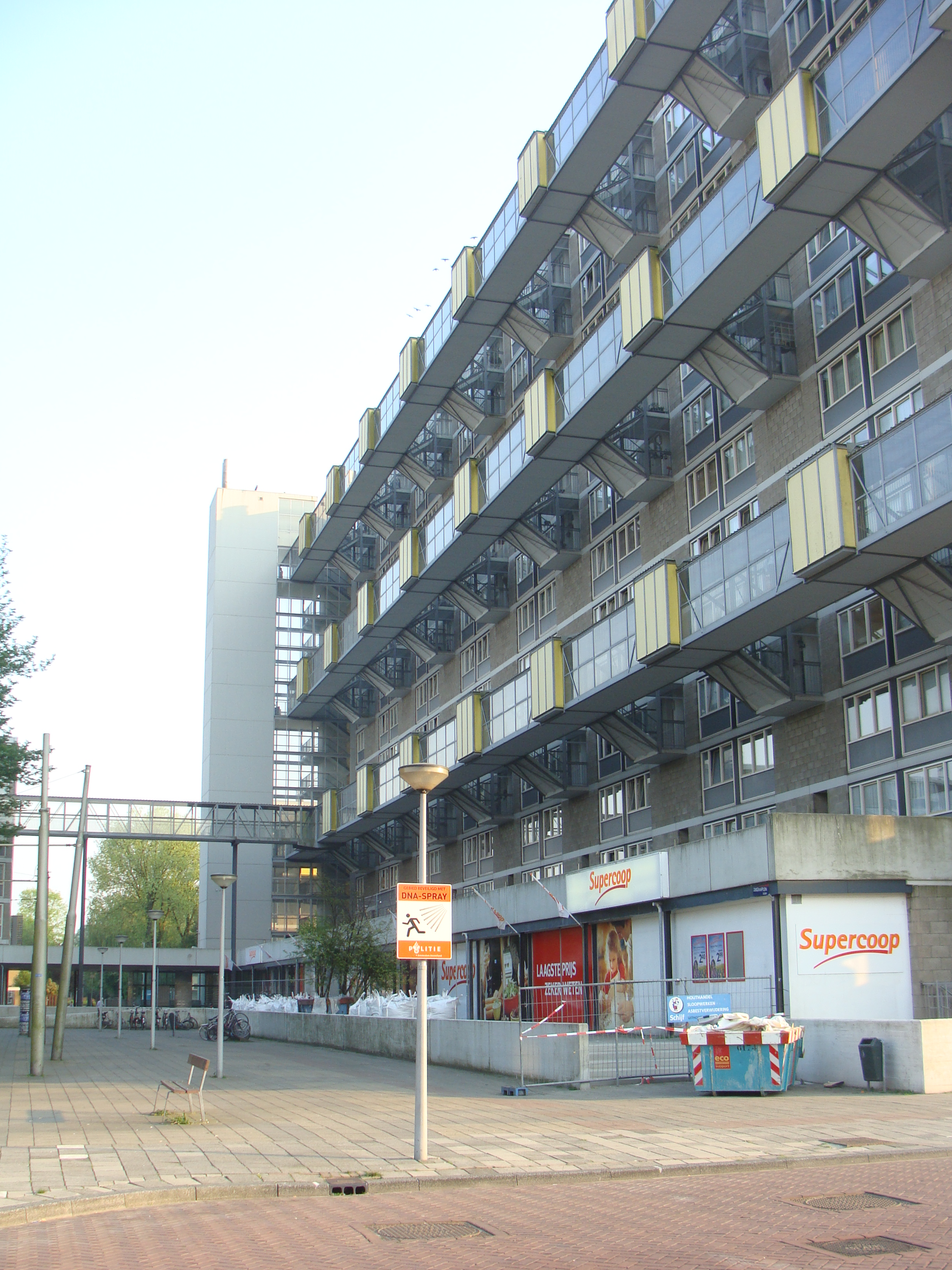
Hangbrugmaisonnettes aan het plein

## Noot
1. ↑  sinds 13 december 2021 in de ochtendspits ook een korttrajectdienst tot het Surinameplein als lijn 27
2. ↑  Paul Groenendijk,Piet Vollaard: Architectuurgids Nederland: 1900-2000, p. 285